# باشگاه فوتبال الوحده امارات
باشگاه فوتبال اَلْوَحده (به عربی: نادي الوحدة الرياضي و الثقافي) یک باشگاه حرفه‌ای فوتبال در لیگ برتر امارات است که در شهر ابوظبی در کشور امارات متحده عربی قرار دارد.

## افتخارات
لیگ برتر امارات: ۴
۹۹–۱۹۹۸، ۰۱–۲۰۰۰، ۰۵–۲۰۰۴، ۱۰–۲۰۰۹

### لیگ دسته اول امارات: ۲
۷۷–۱۹۷۶، ۸۵–۱۹۸۴

### جام رئیس دولت امارات: ۲
۲۰۰۰–۱۹۹۹، ۱۷–۲۰۱۶

### سوپر جام فوتبال امارات: ۴
۲۰۰۲، ۲۰۱۱، ۲۰۱۷، ۲۰۱۸

### جام اتحادیه امارات: ۳
۱۹۸۶، ۱۹۹۵، ۲۰۰۱

### جام اتصالات امارات: ۲
۱۶–۲۰۱۵، ۱۸–۲۰۱۷

## بازیکنان ایرانی
- جواد نکونام: ۲۰۰۶–۲۰۰۵
- احمد نوراللهی: ۲۰۲۵–۲۰۲۳
- محمد قربانی: ۲۰۲۵–تاکنون
- مبین دهقان: ۲۰۲۵–تاکنون